# Éric Morain
Pour les articles homonymes, voir Morain.
Éric Morain, né en 1970 à Paris, est un avocat français. Connu pour son rôle dans de nombreuses affaires judiciaires, il est également un défenseur du vin naturel et des vignerons liés à sa production.

## Biographie
Éric Morain est né en 1970 dans une famille de la moyenne bourgeoisie parisienne. Son père exerçait dans la publicité et sa mère dans l’informatique.
À la suite d'un DEA d’histoire du droit et des idées politiques (PAris II-Assas) reçu en 1995, il entame des études de droit. Il est inscrit au Barreau de Paris depuis 1997. Tout d'abord collaborateur et associé au cabinet de Jean-Marc Varaut de 1996 à 2004, il est désormais associé au cabinet Carbonnier - Lamaze - Rasle,. En 2000, il devient Lauréat de la Conférence du Stage et le 9e secrétaire de la Conférence pour sa promotion,.
En 2019, il est cité par le magazine GQ dans la liste des « 30 avocats les plus puissants de France ». Incontournable sur les réseaux sociaux et notamment sur Twitter aux côtés de ses amis @Maitre_Eolas et @MaitreMo, il contribue à rendre accessible une justice qui l'est de moins en moins.
Le 26 aout 2022, Éric Morain annonce quitter la profession d'avocat fin 2022,. Il plaide une dernière fois le 1er décembre 2022 .
En janvier 2023 il devient directeur adjoint des risques juridiques et de la responsabilité sociétale des entreprises) au sein du groupe Arche, leader de l'immobilier en France.

## Principales affaires judiciaires
Éric Morain est avocat dans de nombreux procès ayant reçu une couverture médiatique, depuis le début des années 2000.
En 1999, il défend Henriette Siliadin, dans un procès qui est reconnu comme étant un des premiers traitant d'esclavage moderne en France.
Éric Morain intervient dans plusieurs affaires militaires, particulièrement autour de la Légion étrangère, lors d'accidents ou d'affaires mettant en cause des militaires entre eux ou sur le territoire étranger.
Il est l'avocat de la FENVAC et défend les victimes du terrorisme dans les procès des attentats de Nice, Magnanville et Saint-Étienne du Rouvray.
Éric Morain est également avocat des neuf parties civiles dans le procès de l'École en bateau, qui a abouti à la condamnation de Léonide Kameneff pour viols et agressions sexuelles sur mineur de 15 ans. La plaidoirie d'Éric Morain est publiée en 2020 dans le livre de Matthieu Aron Les grandes plaidoiries des ténors du barreau - Quand les mots peuvent tout changer.
Lors de l'Affaire Clearstream, il est l'avocat du général Philippe Rondot qu'il assiste pendant ses 140 heures d'auditions.
En 2018, en apprenant la situation du plus ancien détenu de France, Michel Cardon, il participe à la médiatisation de son sort en publiant une lettre au détenu. Il formule un recours en grâce auprès du président de la République, qui aboutit à la libération conditionnelle de Michel Cardon et à sa sortie de prison en juin 2018.
Éric Morain défend également plusieurs femmes victimes de violences sexuelles, dont deux des victimes présumées de Tariq Ramadan ou de cyberharcèlement, comme la ministre Marlène Schiappa, la journaliste Nadia Daam ou l'ancienne actrice pornographique Nikita Bellucci.
Il défend un des protagonistes dans l'affaire Bygmalion lors du procès qui s'est déroulé en mai et juin 2021 devant le tribunal judiciaire de Paris. Il est aussi l'avocat d'un des mis en examen dans l'affaire relative à Mimi Marchand et liée à l'affaire du financement libyen de la campagne de Nicolas Sarkozy .
Lors du procès de l'assassinat du Père Jacques Hamel qui s'est tenu à Paris en février et mars 2022 devant la Cour d'assises antiterroriste de Paris où il représentait des parties civiles, il a souligné publiquement les "moments de grâce" du procès .
Il est l'avocat d'Alexander Samuel, Josiane Clépier et Christiane Blondin qui seront relaxés dans le procès du gaz lacrymogène en juin 2022, au cours duquel il plaide la relaxe ou la dispense de peine, rappelant qu'il « n’existe pas de jurisprudence » et qu' « il y a déjà eu des jugements pour administration de substance, mais jamais sur des prélèvements ».
En septembre 2022, il assiste un ancien fonctionnaire de la DCRI mis en examen dans le cadre de l'affaire dite de l'espionnage au PSG dans laquelle des personnes sont soupçonnées d’avoir fait chanter le président du club de foot de la capitale, Nasser Al-Khelaïfi .

## Engagement pour le vin naturel
Éric Morain défend la cause de plusieurs vignerons produisant des vins naturels, pour lesquels il a gagné plusieurs procès. Il déclare reverser l'intégralité des droits d'auteur de son essai Plaidoyer pour le vin naturel à l'association « Vendanges Solidaires » qui vient en aide aux artisans vignerons sinistrés.
Éric Morain regrette que les vignerons qui font du vin nature soient le plus souvent exclus des AOC et deviennent des producteurs de « vins orphelins » et suggère que « L'Union Européenne pourrait imposer d'ici quelques années que le vin, comme tout produit alimentaire, soit tenu de lister les ingrédients qui le composent ».
En janvier 2021, il est nommé « Personnalité de l'année » par La Revue du vin de France récompensant son rôle dans la défense des vignerons bios, biodynamistes et « nature »
Il participe à l'émission culinaire On va déguster (Les chroniques de l'avocat gourmet) sur France Inter[source insuffisante]. Ces « cinq cuvées coup de cœur » sont publiées par Le Figaro.

## Controverse sur l'héritage de Gérard de Villiers
Depuis la mort de l'écrivain Gérard de Villiers en 2013, sa veuve conteste les conditions de sa succession, accusant l'entourage de l'écrivain d'avoir profité de sa faiblesse pour voler les biens de l'écrivain (bijoux, livres, objets, vin) et vider ses comptes.
Dans ce cadre Eric Morain, qui est exécuteur testamentaire de l'écrivain, est accusé par la veuve de Gérard de Villiers d'avoir dérobé des dizaines de caisses de vin et de champagne, ce que l'avocat conteste. L'affaire se terminera définitivement par un non-lieu.

## Distinctions
- Chevalier de l'ordre national du Mérite (31 décembre 2020)[39]
- Chevalier de l'ordre du Mérite agricole (2021)[40]

Eric Morain est chevalier de la Confrérie du Véritable Camembert de Normandie depuis 2019.

## Publication
- 2019 : Plaidoyer pour un vin naturel (préface de Sébastien Lapaque), éd. Nouriturfu, (collection Le Poing Sur La Table), 112 p.  (ISBN 978-2490698004).

Il préface la réédition du livre de Jean-Yves Moyart alias Maître Mô, célèbre avocat lillois, blogueur, star de Twitter, décédé en février 2021 et qui sort en librairie en septembre 2021. Séduit par les histoires racontées dans ce livre, Daniel Auteuil décide de l'adapter au cinéma, le tournage est prévu en octobre 2023.